# Squilla edentata
Squilla edentata är en kräftdjursart som först beskrevs av Lunz 1937.  Squilla edentata ingår i släktet Squilla och familjen Squillidae. Utöver nominatformen finns också underarten S. e. edentata.